# Irukurutzeta
Irukurutzeta en un monte de 897,496 metros de altitud del macizo del mismo nombre que separa las cuencas de los ríos Deva y Urola, en el municipio de Vergara,  en la parte oeste de la provincia de Guipúzcoa, País Vasco (España). Forma parte del cordal de   Mazelaegi  que se extiende hasta el monte Karakate  a través de Elosua y Agerreburu y donde se ubica un relevante conjunto monumental megalítico, de la época de Neolítico-Edad del Bronce, conocido como Estación Megalítica Placencia-Elosua o "Ruta de los Dólmenes".
El monte culmina en tres prominencias que se elevan sobre una amplia loma que se orienta de este a oeste, y reciben los nombres de Irukurutzeta, que tiene 897,496 metros de altitud; Kurutzezarra, que tiene 897 metros de altitud y Kurutzebakar de 902 metros de altitud.  Se ha considerado tradicionalmente la primera de ellas como la más elevada, aunque mediciones posteriores han demostrado que no lo es. En la primera de ellas se ubica el vértice geodésico número 6340.
La cordal de Mazelaegi, que también recibe el nombre de Irukurutzeta, forma la línea divisoria de aguas, bastante regular, entre las cuencas del Urola y del Deva. Su altitud se mantiene de forma muy regular, sin notables altibajos, sobre los 800 m s. n. m. La cordal tiene una orientación sureste y se inicia en el monte Karakate de 749 m s. n. m. y pasa por la elevación del Atxolin donde alcanza los 848 m s. n. m. para llegar a la triple cumbre del Irukurutzeta. Entre las cimas de Kerexeta goegia y Elosumendi o Pol-pol de 885 m s. n. m. se abre el collado Kerexeta.  Seguido al Elosumendi se encuentra el Agerreburu, también llamado Sorusaitza,  de 857 m s. n. m. y de allí se baja al collado de Elosua que se encuentra a 686 m s. n. m. de donde se desvía al este, dejando abajo el valle de Anzuola,  para seguir con las cimas de Itxumendi de 725 m s. n. m. Gorla de 668 m s. n. m. y Trekutz de 713 m s. n. m. y llegar al Irimo de 896 m s. n. m.

## Sobre el nombre
Literalmente el nombre, que se ha escrito con diferentes grafías a través de la historia, significa "sitio de tres cruces" proviniendo de los términos vascos "iru" que significa "tres", "kurutze", que quiere decir "cruz" y la terminación "eta" proveniente de la latina "etum" que indica "lugar donde hay".
También ha sido nombrado como Pol-pol, Irukurzeta y Guereizeta y su altitud se ha determinado con algunas variaciones, en la placa que hay en la cima se indica 840 m s. n. m. El nombre de Pol-pol en realidad es el de un manantial que brota en la vertiente meridional de la cima de Irukurzeta.
En 1928 la empresa Ferrocarriles Vascongados puso el nombre de "Irukurutzeta" a una de las 14 locomotoras eléctricas adquiridas a la suiza Brown Boveri en el marco de la electrificación de la línea férrea Bilbao-Durango-Zumárraga-San Sebastián. Esta locomotora estuvo en servicio en la línea hasta 1999 que fue vendida a los ferrocarriles de Sóller en Mallorca, pero nunca se puso en funcionamiento y, finalmente, fue desmantelada.

### Estación Megalítica Placencia-Elosua
Los monumentos funerarios prehistóricos de los yacimientos de la Estación Megalítica Placencia-Elosua, ubicada en el cresterio del cordal de Mazelaegi entre Karakate e Irukurutzeta, que forman la llamada ruta de los dólmenes, nombre que le dio Barandiarán, es un muy interesante paseo entre túmulos y dólmenes del eneolítico. Es un recorrido de 11 km que cruza territorios municipales de las localidades de Elgoibar, Placencia y Vergara. Hay un total de 19 dólmenes y elementos megalíticos )dólmenes, túmulos y un menhir) del Neolítico y la Edad de Bronce. Se estima que este recorrido corresponde a un lugar de paso entre los valles de los ríos Deba y Urola.
La denominada "Ruta de los Dólmenes" es el sedero de pequeño recorrido PR-Gi 94 que tiene una longitud de 20 km de los cuales 11 corresponden al cordal Karakate-Iturriberri, un recorrido de dificultad baja y desnivel reducido, el resto son los tramos de acceso desde los tres municipios.
Encontramos cruces en Irukurutzeta (literalmente sitio donde hay tres cruces) y en Pagobedeinkatu. Antiguamente, y desde tiempos inmemoriales, se celebraban romerías en estos lugares, con su obligada misa, en ambos lugares, el domingo siguiente al 3 de septiembre. Al atardecer se realizaba el rito del conjuro, que consistía en que un vecino de Elosúa, montado a caballo, daba tres vueltas alrededor de las cruces de Irukurutzeta y Pagobedeinkatu con el fin de "ahuyentar el pedrisco", asegurando mediante este conjuro el éxito de la cosecha.

## Rutas de ascenso
- Desde Placencia de las Armas: Subir a la ermita de san Andrés que se encuentra a 392 metros de altitud, desde allí hacia la derecha hacia el caserío Osuna, donde en un cruce antes de llegar se toma a la izquierda para coger la pista que sale hacia la izquierda justo cuando se llega al arroyo Uzkate erreka ya a 560 metros de altitud. Tras atravesar un bosque se sale al lomo despejado de Kurutzebakar y de allí hacia la izquierda se continua por el cordal pasando por Kurutzezarra antes de perder algo de altura a la depresión que precede al Irukurutzeta.

Otra posibilidad es salir del barrio de Txurruka a 430 metros de altitud para llegar al caserío Mendizabal y de allí seguir por el paraje de Nebera a 675 metros de altitud prosiguiendo por lo alto de la loma. Se corona Azkonako haitza y se avanza hasta Aizpuruko Zabala y de allí a se alcanza Kurutzebakar de 902 m s. n. m., luego Kurutzezarra de 897 m s. n. m. para llegar a Irukurutzeta.
- Desde Elosua (Vergara): Saliendo del barrio de Elosua a 612 m s. n. m. se va hacia la cumbre de Agerreburu, de 857 m, donde se hay un repetidor de TV, cuando se llega al collado de Atxobaso o Frantses basoa a 827 m s. n. m. se toma el camino que recorre la ladera occidental del monte Kerexeta goiegia o Elosumendi ya a 885 metros de altitud y se pasa cerca de la cima y se desciende al collado Maurketa A 814 metros de altitud y de allí se rodea al pequeña cima del Leiopago que alcanza los 827 m s. n. m. para bajar al collado Kerexeta a 755 m s. n. m. y subir hasta la cumbre del irukurutzeta.

- Desde el puerto de Azkarate: Desde el puerto de Azkarate que se sitúa a una altitud de 430 metros se parte al lado del caserío Kortaberritxo a media ladera por una pista hormigonada hacia el barrio rural de Otzortiaga donde la pista cambia de vertiente rodeando Otzortiagagaña de 519 m s. n. m. primero y Zarrikoategana de 545 m s. n. m. después hasta llegar al collado de Zarrikoate o Zargoate, ya a 531 m s. n. m., donde coge hacia la loma de Urkiri u Olarretagaña que se bordea por la izquierda, en dirección suroeste hasta encarar la vertiente norte para alcanzar la cumbre por Kurutzebakar.

- Desde Azkoitia: Se parte de la barriada de Urrategi, que está a 335 m s. n. m. a 3 km del centro del pueblo, hacia el caserío Zabaleta desde donde pasando por Ormola Goikoa de 430 m s. n. m., Urruzola de 470 m s. n. m., Malmadi de 540 m s. n. m. y Kortatxo de 600 m s. n. m. se alcanza la cumbre del Irukurutzeta.

Tiempos de acceso
- Desde Placencia de las Armas: 1h 15min
- Desde Elosua:
- Desde el puerto de Azkarate: 1h 15min
- Desde Azkoitia: 1h 45min